# جورج روبرتس (سياسي)
جورج روبرتس (بالإنجليزية: George Roberts)‏ هو سياسي أسترالي، ولد في 15 فبراير 1868، وتوفي في 25 نوفمبر 1925. حزبياً، نشط في حزب العمال الأسترالي. وقد انتخب عضو الجمعية التشريعية فيكتوريا.